# Чивителла-Мессер-Раймондо
Чивителла-Мессер-Раймондо (итал. Civitella Messer Raimondo) — коммуна в Италии, расположена в регионе Абруццо, подчиняется административному центру Кьети.
Население составляет 970 человек, плотность населения составляет 81 чел./км². Занимает площадь 12 км². Почтовый индекс — 66010. Телефонный код — 0872.
Покровителем коммуны почитается святой Эразм, празднование 2 июня.